# Cornelius Laaland
Johann Friedrich Cornelius Laaland (* 29. Januar 1829 in Isi bei Dorpat; † 2. Juni 1891 in St. Petersburg) war ein estnischer bzw. deutsch-baltischer evangelisch-lutherischer Geistlicher. Von 1877 bis 1891 war er Generalsuperintendent des Petersburger Konsistorialbezirk.

## Leben

### Herkunft und Familie
Cornelius Laaland war ein Sohn des Rektors der Stadt-Elementarschule in Dorpat Johann Laaland (1792–1854) und dessen Frau Charlotte, geb. Proß.
Seit 1850 war er verheiratet mit Auguste, geb. Frese (1822–1899), einer Tochter des Revaler Pastors Justus Benedict Frese.

### Werdegang
Er besuchte das deutschsprachige Gymnasium in Dorpat. Von 1843 bis 1848 studierte er Evangelische Theologie an der Kaiserlichen Universität Dorpat. 1846 erhielt er die Goldene Preismedaille.

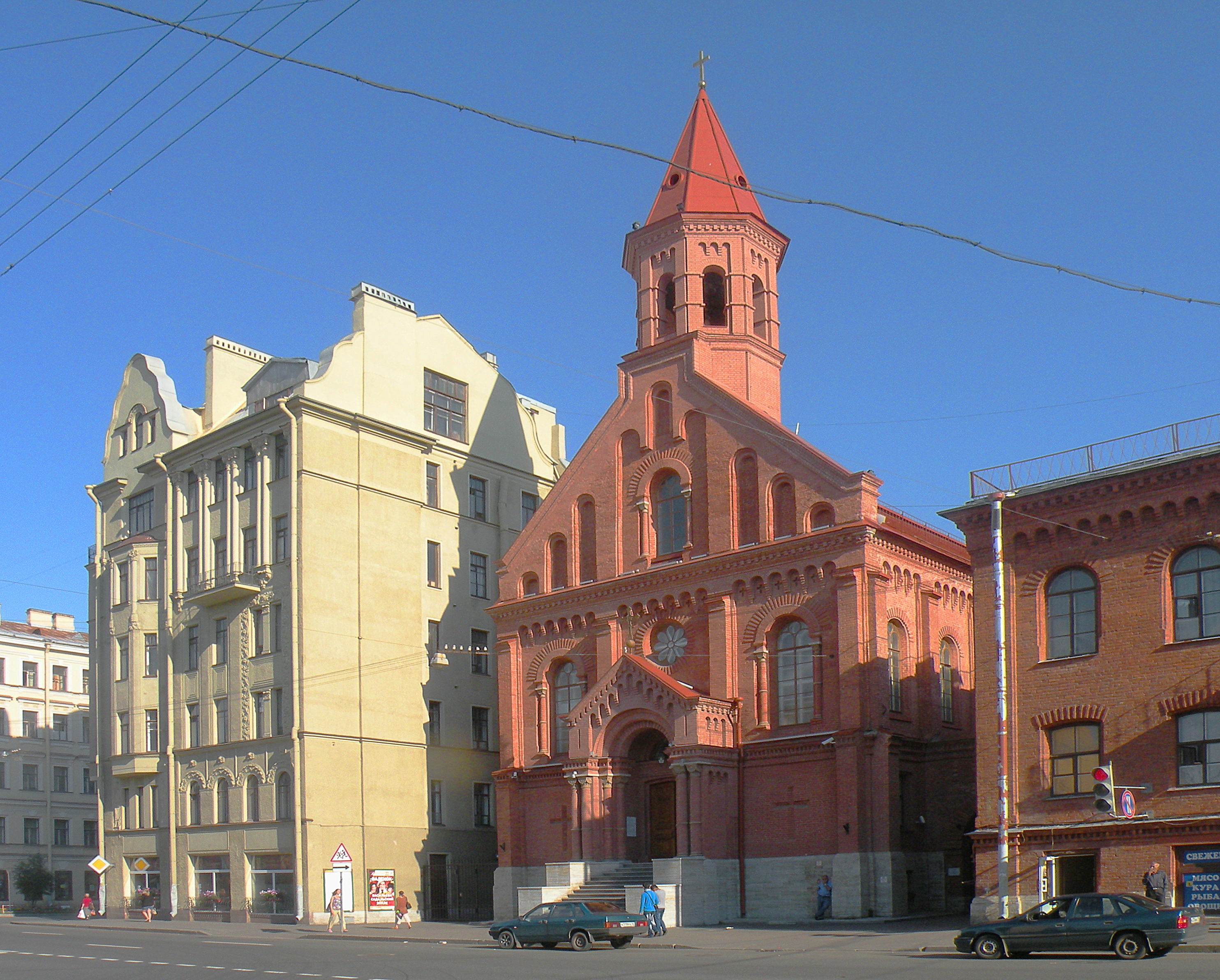
Johanniskirche (2012)

1848 bestand Laaland das Konsistorialexamen in St. Petersburg. 1849 war er Pastor-Vikar und 1850 bis 1877 Pastor der estnischsprachigen Gemeinde in St. Petersburg; zugleich diente er als estnischer Divisionsprediger bei der Garde und war  Religionslehrer am 3. und 5. Gymnasium. 1859 konnte die Gemeinde unter seiner Leitung ihr eigenes Kirchengebäude nach Plänen von Harald Julius von Bosse, die St. Johannis-Kirche (Jaani kirik) in der  54 ulitsa Dekabristov erbauen, nahe beim Mariinski-Theater. 1867 wurde Laaland im Nebenamt Assessor des Konsistoriums.
1877 ernannte ihn der Zar als Nachfolger von Carl Frommann zum Generalsuperintendenten des Petersburger Konsistorialbezirks. Sein Sprengel umfasste 20 Gouvernements im europäischen Teil des Russischen Reiches bis an die Krim. Damit verbunden war er Vizepräsident des Konsistoriums, Mitglied des Zentral-Komitees der Unterstützungskasse für Ev.-Lutherische  Gemeinden und des Haupt-Komitees der Evangelischen Bibelgesellschaft. Laaland war im Sinne der Inneren Mission diakonisch engagiert. 1863 gründete er mit anderen Pastoren und Handwerkern das Gesellenhaus zur Palme nach dem Vorbild der Herbergen zu Heimat.
Laaland setzte sich sehr für estnische Belange ein. Er war mit Johann Voldemar Jannsen befreundet und publizierte in der estnischen Zeitung Postimees. 1869 war er einer der Redner beim Ersten estnischen Liederfest.
Bei seiner Trauerfeier in der Petrikirche wurden Reden auf Deutsch, Schwedisch, Finnisch, Estnisch, Lettisch und Französisch gehalten. Er wurde auf dem lutherischen Teil des Smolensker Friedhofs beigesetzt. Jakob Hurt, Laalands Nachfolger an der Johanneskirche, hielt eine bewegende Rede in Anwesenheit einer großen Anzahl von Esten auf dem Friedhof.

## Auszeichnungen
- Orden des Heiligen Wladimir, 3. Klasse